# سینت مایکل (پنسیلوانیا)
سینت مایکل (به انگلیسی: St. Michael) یک منطقهٔ مسکونی در ایالات متحده آمریکا است که در شهرستان کمبریا، پنسیلوانیا واقع شده‌است. سینت مایکل ۲٫۷۲ کیلومتر مربع مساحت و ۴۰۸ نفر جمعیت دارد و ۴۸۴٫۶۴ متر بالاتر از سطح دریا واقع شده‌است.